# パーク・カー

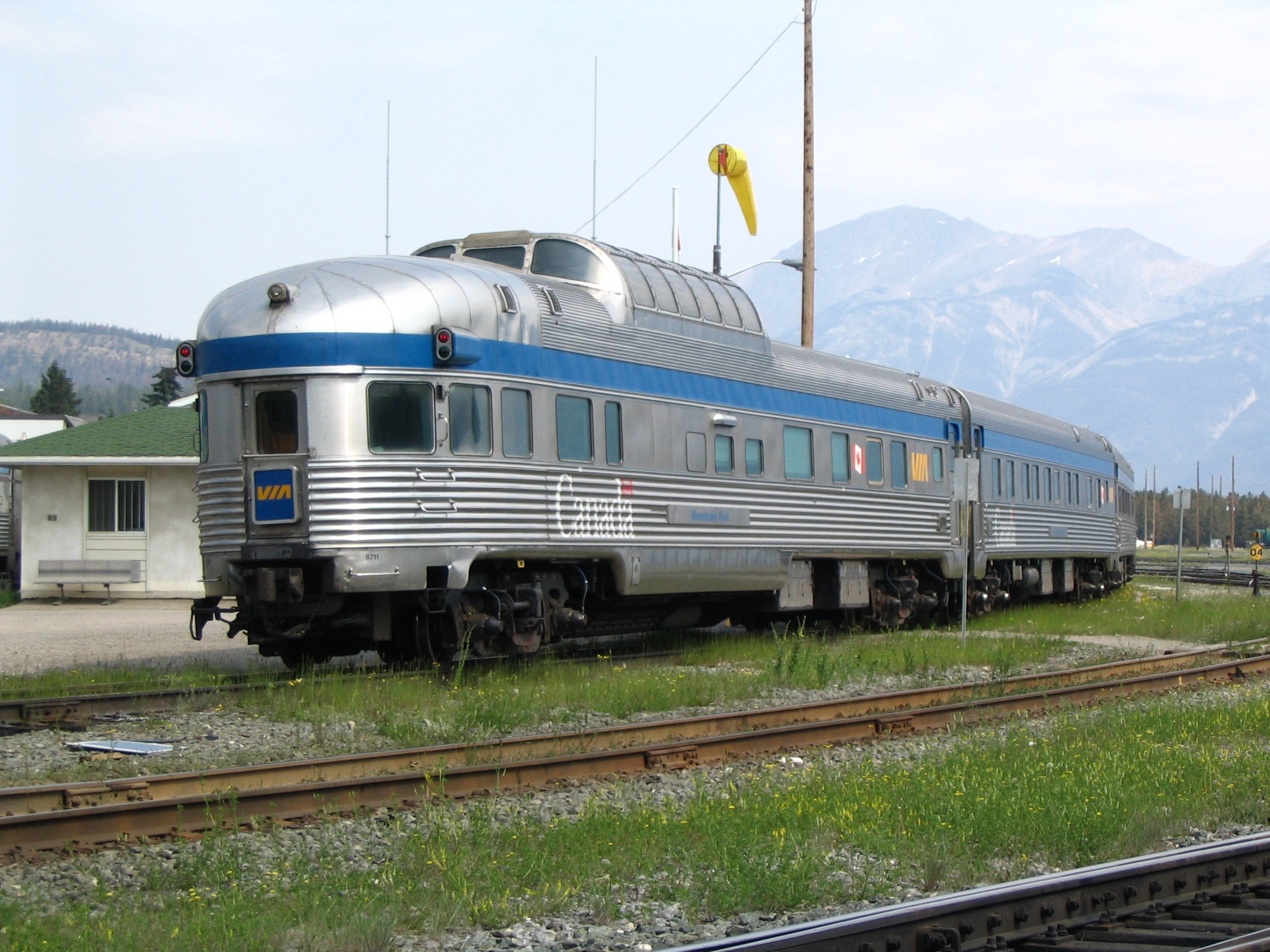
外観（2004年撮影）

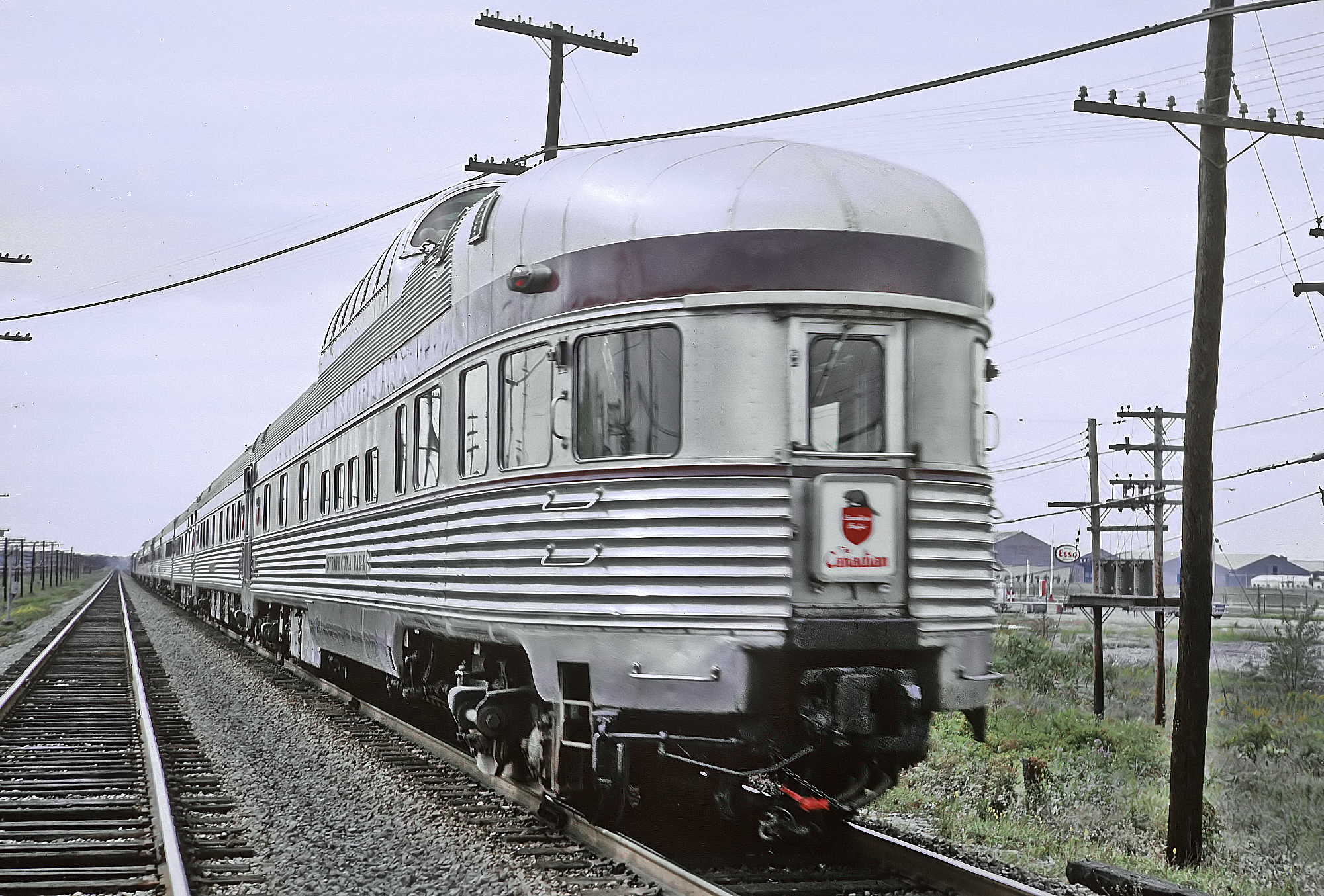
カナダ太平洋鉄道時代の外観（1965年撮影）

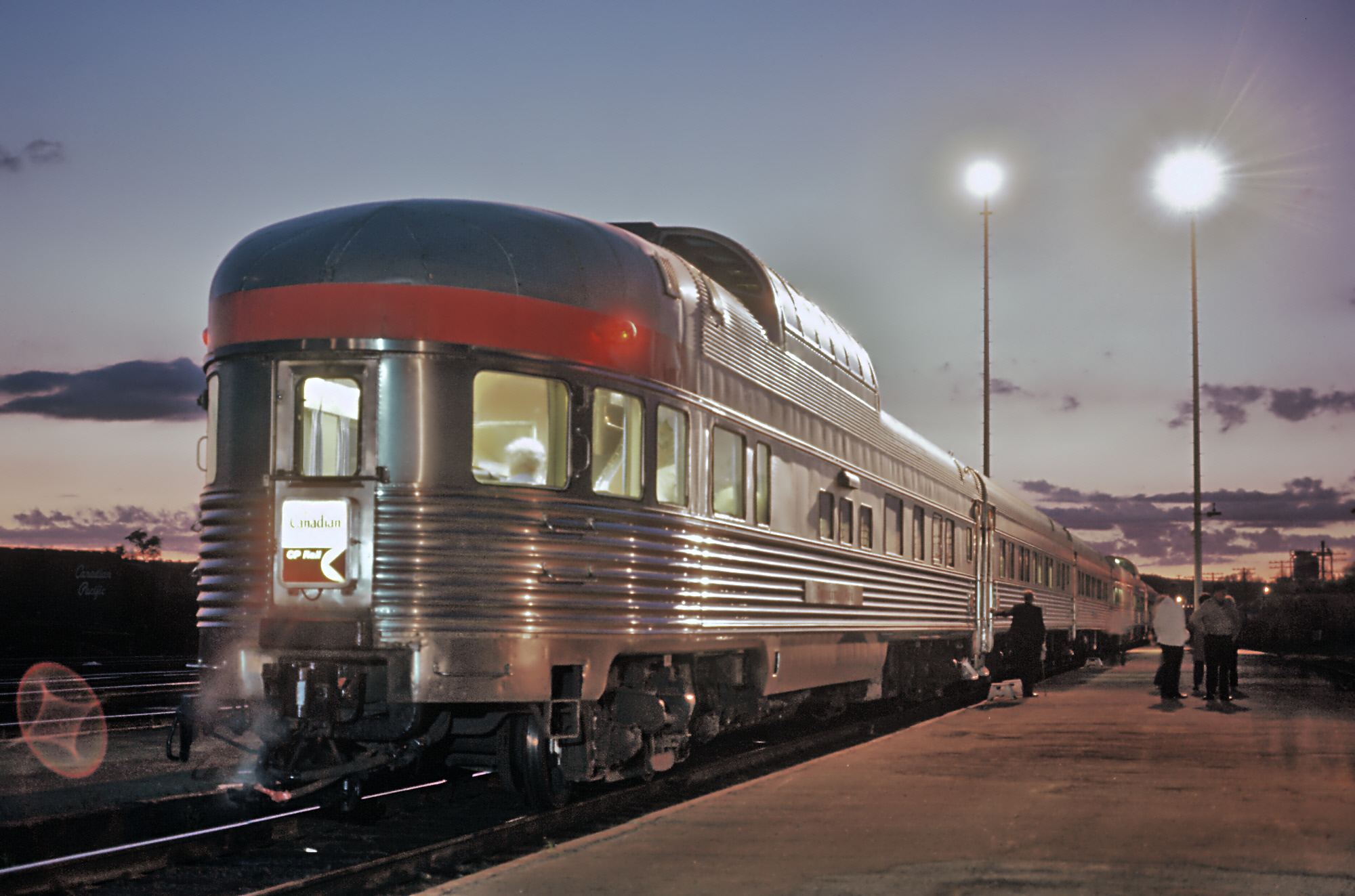
同上（1971年撮影）

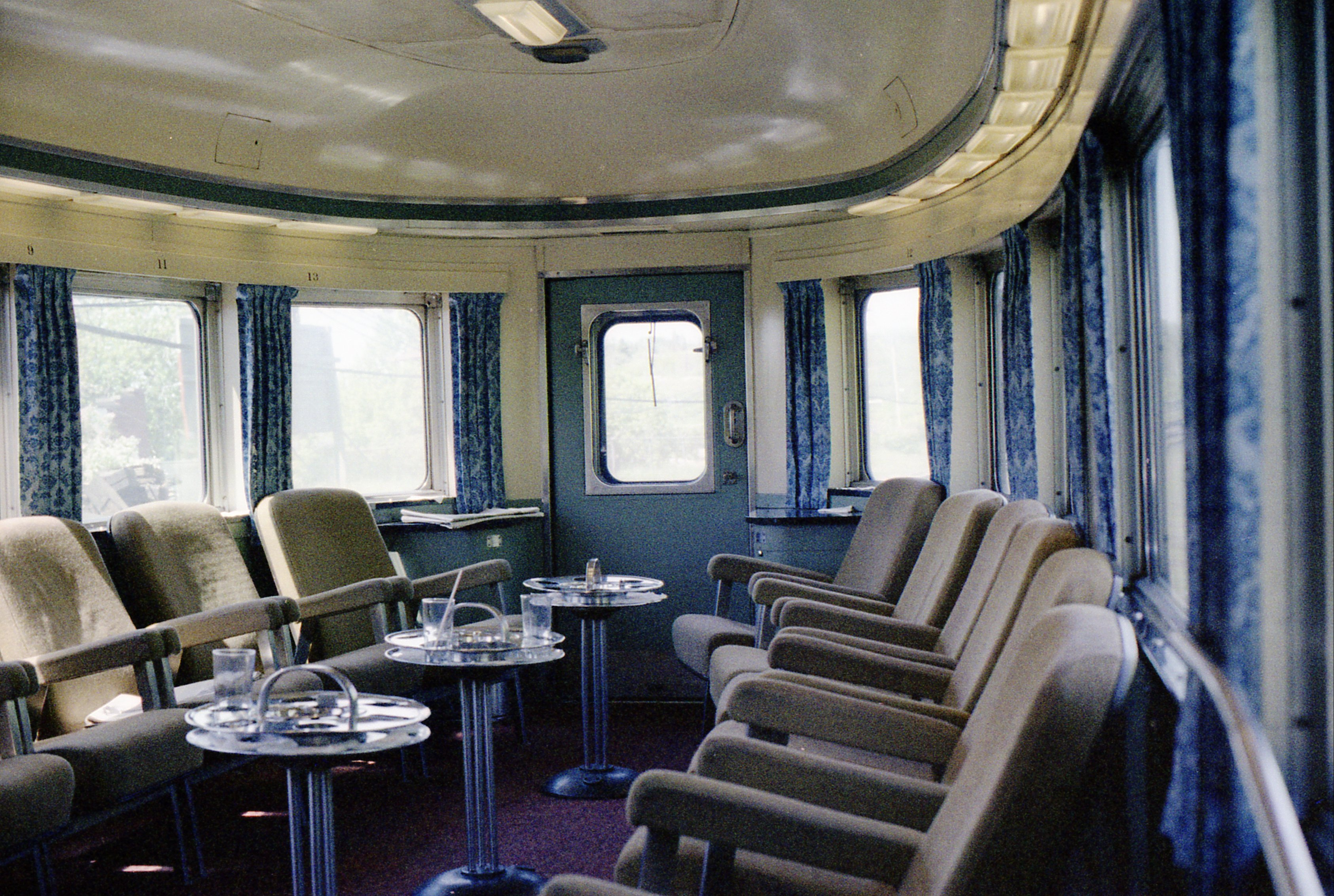
最後部展望室（1978年撮影）

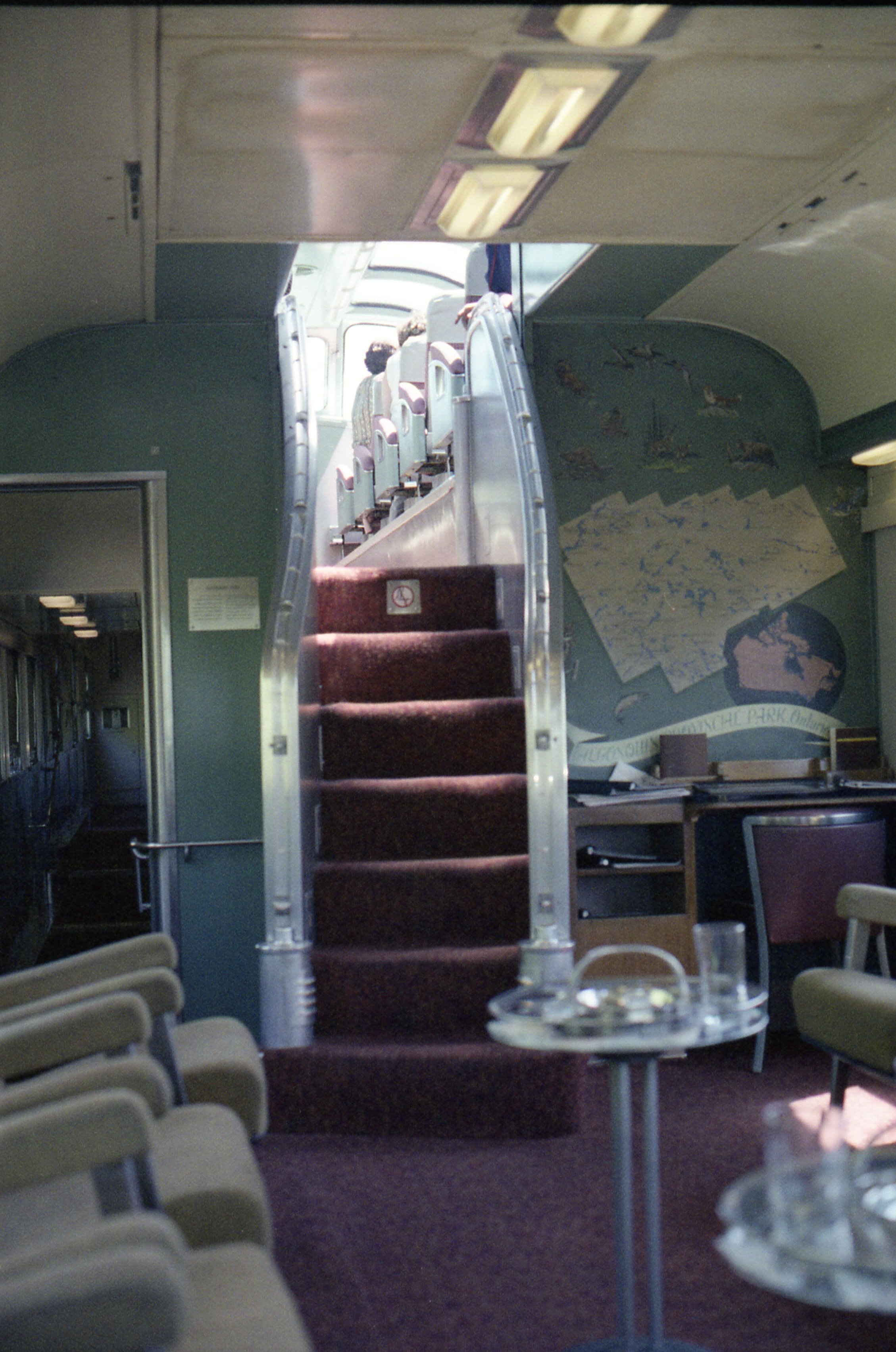
2階展望室へ伸びる階段。階段の先にガラス張りの天窓を備えた展望室が見える（1978年撮影）

パーク・カー（パークカーとも）は、1954年にバッド社がカナダ太平洋鉄道向けに製造した流線形寝台・展望合造車である。総計18両が製造された。1978年、VIA鉄道がカナダ太平洋鉄道より取得し、以来現役である。

## 解説
パーク・カーはステンレス製の客車であり、幕板部などに入れられた帯塗装および表記類を除き無塗装である。各車は車番を振られず、かわりにそれぞれカナダの国立・州立公園の名前が付けられた。
展望ドーム室内まで伸びる階段の手すりなど、内装は主にプラスチックで構成された。車内前方には2人用個室寝台3室と特別室(drawing room)1室の合計4部屋の寝台個室がある。その脇の細い廊下の先に、個室ラウンジがある。1954年の落成当初、各ラウンジにはその車両の名前にちなんだ特別誂えの4 by 20 ft (1.2 by 6.1 m)の壁画が飾られていた。また、3 by 5 ft (0.91 by 1.52 m)の地図も飾られていた。
車両の最後部は13席を有する展望室となっている。さらに階段を登ると、24席のガラス張りの展望ドームがある。
1954年の製造時、1両あたりの定員は54名だった。

### 後年の改造
1986年、VIA鉄道は個室ラウンジを撤去した。1990年代の改装によって、カナダの各タイムゾーンの違いを示した時計が設置された。

## 運用

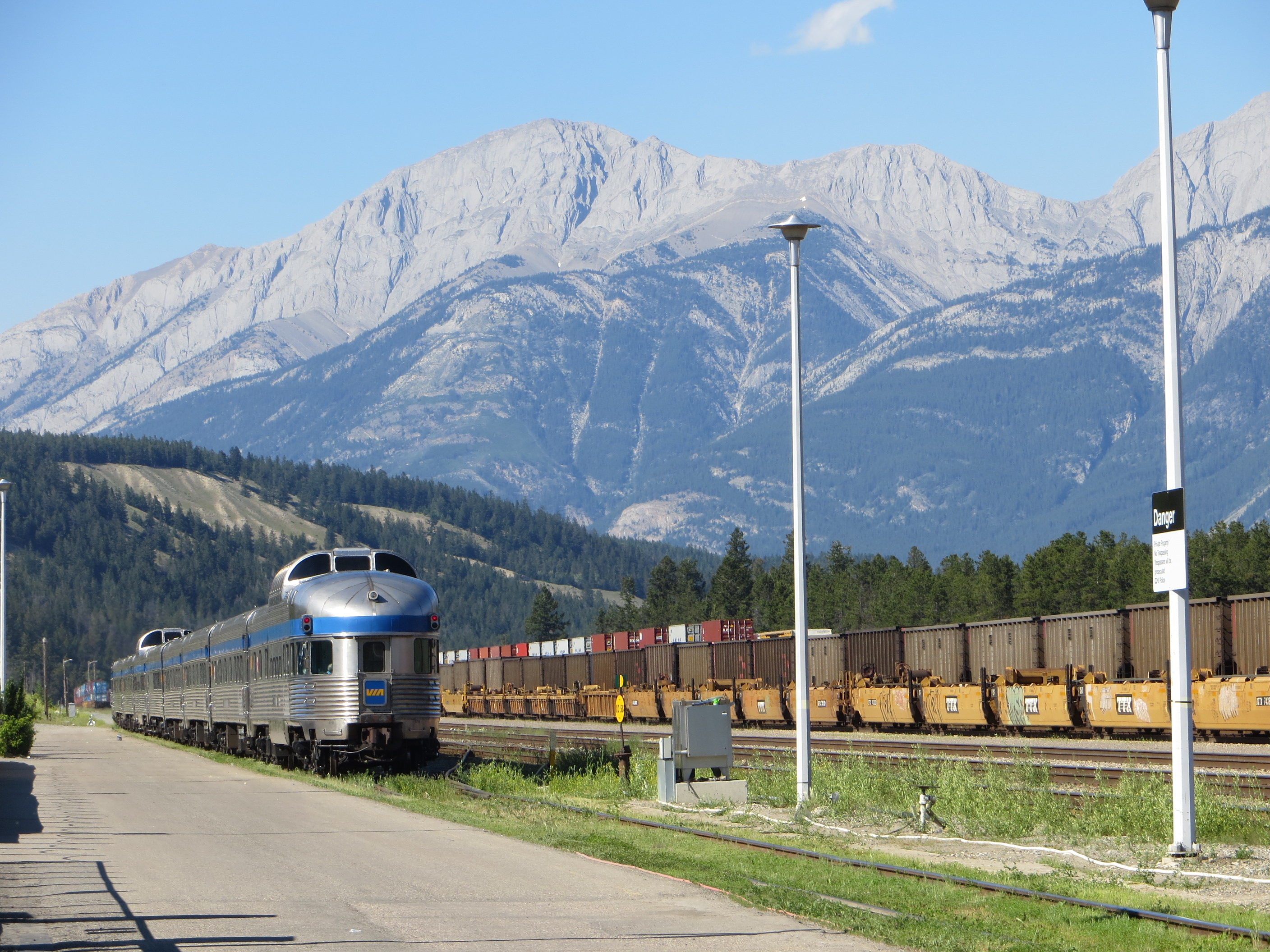
パーク・カーを最後尾に据えた列車編成（左手）　ジャスパーにて（2013年撮影）

1954年、バッド社は総計173両の新規受注客車の一部として18両のパーク・カーをカナダ太平洋鉄道へ配送し、カナダ太平洋鉄道はそれを新設列車のカナディアン号と既存列車のドミニオン号に投入する。
最初に営業運転に入った車両は、バンフ国立公園から名がとられた「バンフ・パーク」(Banff Park)であった。
1957年、「ファンディー・パーク」（ファンディー国立公園に由来）がサスカチュワン州ガル・レイクにて衝突事故に遭っている。
1978年、カナダ太平洋鉄道の旅客鉄道輸送を引き継いだVIA鉄道はこの「ファンディー・パーク」を除いた17両のパーク・カーを取得した。
2015年現在、VIA鉄道には14両のパーク・カーが残っている。これらは基本的にカナディアン号およびスキーナ号（ジャスパー-プリンスルパート間で運転）で使われているが、オーシャン号やハドソン・ベイ号の運用に入ることもある。

## 保存車
以下の3両は営業運転から外れている。
- 「アルゴンキン・パーク」(Algonquin Park)は、米国テネシー州チャタヌーガのテネシーバレー鉄道博物館（英語版）で保存されている[9]。
- 「シブリー・パーク」(Sibley Park)は、ケベック州セント・コンスタント（英語版）のカナダ鉄道博物館（英語版）で保存されている[8]。
- 「ライディング・マウンテン・パーク」(Riding Mountain Park)は2005年に個人に売り渡された。しかし2016年現在、再び売りに出されている[10]。